# Jeppe Curth
Jeppe Curth (ur. 21 marca 1984 w Farum) – duński piłkarz występujący na pozycji napastnika.

## Kariera klubowa
Jeppe Curth jest wychowankiem klubu FC Nordsjælland, z którego w 2001 trafił do holenderskiego Feyenoordu. Sezon 2004/2005 spędził na wypożyczeniu w lokalnym rywalu „De Kameraden” – Excelsiorze. W 19 ligowych pojedynkach zdobył 8 goli i razem z zespołem uplasował się na dwunastym miejscu w tabeli drugiej ligi.
Latem 2005 Curth podpisał kontrakt z Aalborg BK. W jego barwach po raz pierwszy wystąpił 17 września w wygranym 4:2 wyjazdowym spotkaniu z AGF Århus. W debiutanckim sezonie w nowej drużynie Duńczyk zaliczył łącznie 23 występy. W ataku Aalborg BK miał okazję grać u boku takich zawodników jak Rade Prica oraz Siyabonga Nomvethe. W rozgrywkach 2007/2008 Curth strzelił w lidze 17 bramek i został królem strzelców sezonu. W dużym stopniu przyczynił się do wywalczenia przez swój zespół trzeciego w historii klubu tytułu mistrza kraju. W trakcie tamtego sezonu strzelił swojego pierwszego hat-tricka w karierze, a miało to miejsce 8 października 2007 w wygranym 3:5 wyjazdowym pojedynku przeciwko AGF Århus.
W 2014 Curth przeszedł do Viborg FF. W sezonie 2014/2015 awansował z nim z drugiej ligi do pierwszej. W 2017 roku zakończył karierę.
W Superligaen rozegrał 286 spotkań i zdobył 67 bramek.

## Kariera reprezentacyjna
Curth ma za sobą występy w młodzieżowych reprezentacjach Danii, dla których łącznie rozegrał 43 mecze i strzelił piętnaście bramek. Najlepszą skuteczność prezentował w zespole do lat 19, dla którego zdobył 10 goli. W czasie występów w tej drużynie Curth został wybrany najbardziej utalentowanym zawodnikiem w kraju w swojej kategorii wiekowej.